# Vila Pirajussara
Vila Pirajussara é um bairro da cidade brasileira de São Paulo, localizado no distrito do Butantã, conhecido popularmente como Morro do Querosene.
Limita-se com o bairro City Butantã e os distritos do Morumbi e Pinheiros.

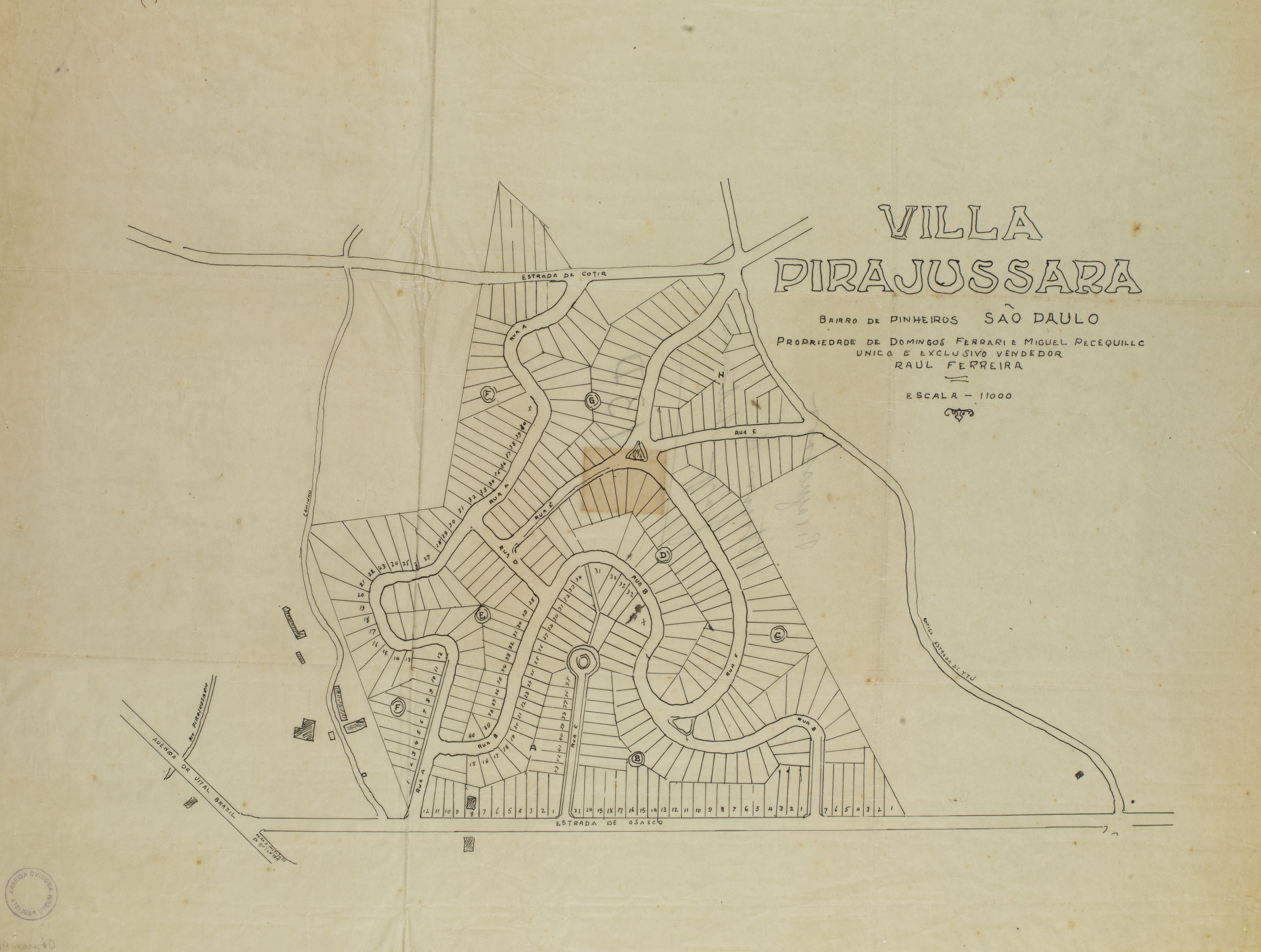
Planta da Villa Pirajussara, Bairro de Pinheiros.